# Codi ATC J06
El  codi ATC J06, descrit com Sèrums immunes i immunoglobulina, és una subgrup terapèutic de l'Anatomical, Therapeutic, Chemical Classification System (ATC). La classificació ATC és un sistema de codis alfanumèric desenvolupat per l'Organització Mundial de la Salut (OMS) per als fàrmacs i altres productes sanitaris. El subgrup J06 és part del grup anatòmic J Antiinfecciosos en general per a ús sistèmic.

Els codis per a ús veterinari (codis ATCvet) poden han estat creats afegint la lletra Q davant dels codis ATC humans: QJ06... 
Les adaptacions estatals de la classificació ATC poden incloure codis addicionals no presents en aquesta llista, que segueix la versió de l'OMS.

## J06A Sèrums immunes
J06A A Sèrums immunes

## J06B Immunoglobulines
J06B A Immunoglobulines humanes normals
J06B B Immunoglobulines específiques
J06B C Altres immunoglobulines